# 5 mars 1946
Le mardi 5 mars 1946 est le 64e jour de l'année 1946.

## Naissances
- Bertho Audifax, personnalité politique française
- Jean-Pierre Betton, footballeur français
- Khalid Naciri, homme politique marocain
- Lova Moor, chanteuse française
- Martin van Creveld, historien et théoricien militaire israélien
- Michael Warren, joueur de basket-ball et acteur américain
- Murray Head, chanteur de pop music et acteur
- Robert Noortman (mort le 14 janvier 2007), marchand d'art néerlandais
- Rocky Bleier, joueur américain de football américain
- Vladimir Toukmakov, joueur d'échecs soviétique, puis ukrainien

## Décès
- Allen M. Davey (né le 15 mai 1894), caméraman américain
- Hugo Breitner (né le 9 novembre 1873), politicien autrichien
- Jacques Taffanel (né le 20 mai 1875), ingénieur des mines français

## Événements
- Décrets Beneš. Expulsion des Allemands des Sudètes.
- discours[1] de Winston Churchill à Fulton (Missouri) sur le « rideau de fer » en présence du président Harry S. Truman : « De Stettin sur la Baltique à Trieste sur l'Adriatique, un rideau de fer s'est abattu sur le continent (...) ». Churchill qui alors n'a plus aucune fonction gouvernementale veut mettre en garde les pays occidentaux et leurs opinions publiques contre le danger de l'avancée communiste en Europe qui met en péril la liberté et la démocratie chèrement acquises et récemment retrouvées. Ce discours peut être considéré comme l'acte fondateur qui va conduire, après le coup de Prague de 1948, à la création du pacte militaire de l'Organisation du traité de l'Atlantique nord, le 4 avril 1949